# Station Redhill
Redhill is een spoorwegstation van National Rail in Reigate and Banstead in Engeland. Het station is eigendom van Network Rail en wordt beheerd door Southern. 
Het station bevindt zich in de gelijknamige plaats Redhill.  

Perrons
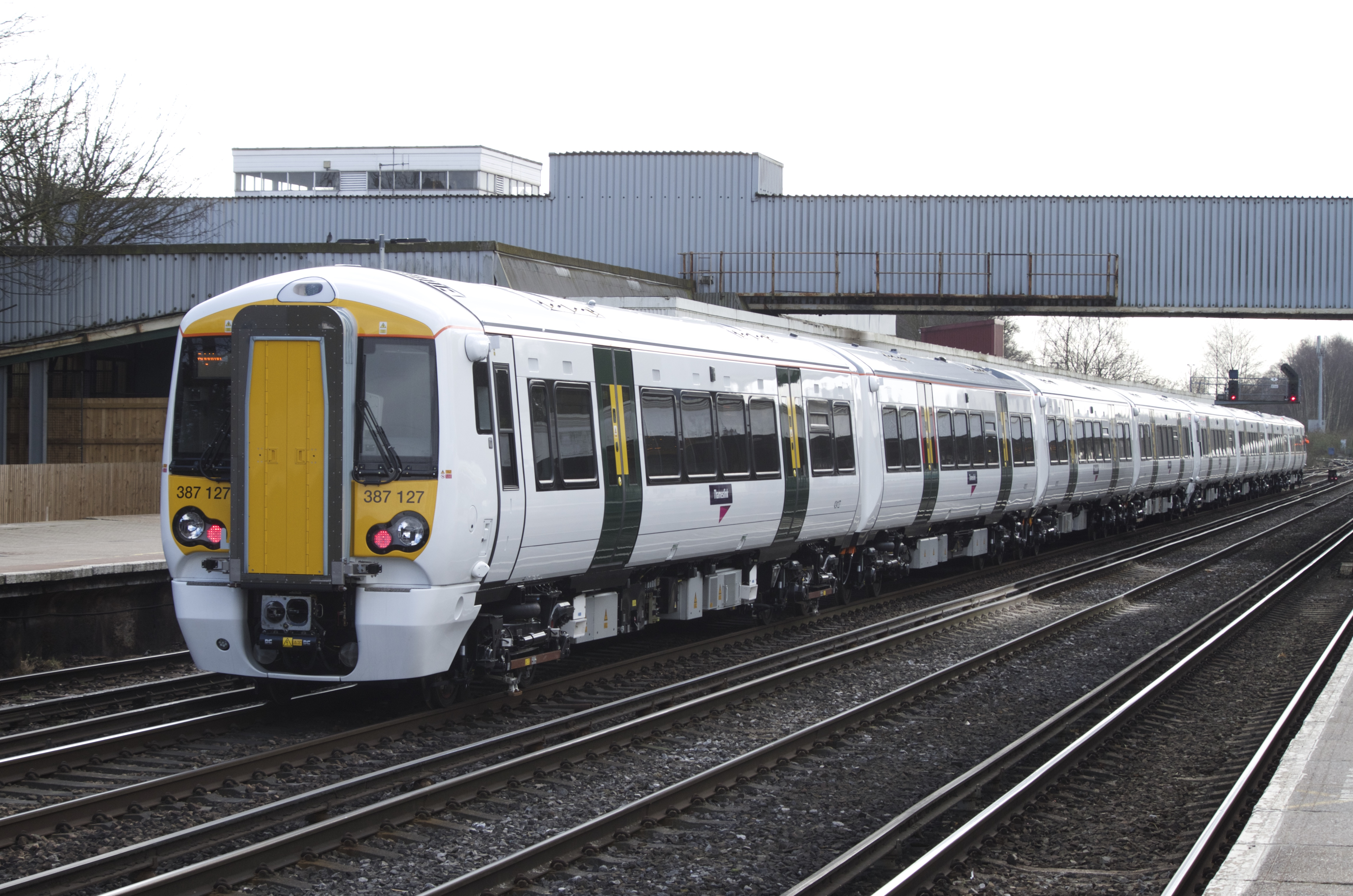
Treinstel class 387 in Redhill